# イブン
イブン（اِبْن, ibn, イブン）はアラビア語で「息子」「子孫」などを意味する名詞。アラブ人名表記に多用され、いくつかの用法が存在する。

## 発音と語義
اِبْن（ibn, イブン）
実際には語頭が声門閉鎖音（声門破裂音）なので厳密な転写は「ʾibn」等となる。語頭のアリフ（ハムザ）は前に別の語が来ると発音が省略される接続ハムザ（ハムザトゥルワスル、ハムザトルワスル、ハムザト・アル＝ワスル）なので、إبن ではなく ابن と表記するのが一般的である。
意味としては
- 息子（son）
- 子孫（descendant、scion）
- 人、住民、民（offspring、son (of a nation or people)、person, inhabitant (of a place)）

などとなっており、直後に人名◯◯を置くことで属格支配（所有格支配）「◯◯の～」という構文となり「◯◯の息子」「◯◯（家の）息子」といった呼び名が作られる。
単独かつ語末の母音を省略した休止法発音では اِبْن（ibn, イブン）となるこの語だが、直後から人名によって属格支配（所有格支配）を受けた場合は  اِبْنُ（ibnu ◯◯, イブヌ・◯◯）のように原語アラビア語では母音「u」が現れるが、英語における人名表記では共通して「ibn（イブン）」、日本語における人名表記では「イブン」などのままとするのが普通である。

## 人名としての用法

### ナサブ

#### イブンでつなぐ出自表示
「◯◯の息子△△の息子□□」のようにその人物の系譜を示す親子関係表示をナサブと呼ぶ。
歴史上のアラブ系人物の非常に長いフルネームにおいて本人の名前-父の名前-祖父の名前をつなぐ「-」部分に入るのが اِبْن（ibn, イブン）だが、フルネーム中で前後から男性名によってはさみこまれる場合は語頭の ا（アリフを台座としたハムザ、接続ハムザ）は書かれず、بْنُ（bnu, ブヌ） のみとなる。
しかしながら英語における人名表記では共通して「ibn（イブン）」、日本語における人名表記では「イブン」などのままとすることが多い。
日本語表記では「□□・ブン・△△・ブン・◯◯」と「ブン」でつないでいる表記も多いが、原語アラビア語ではブンとは発音されず、語中の位置によって「ブヌ」「ブニ」「ブナ」のいずれかの発音となる。たとえば「◯◯の息子△△の息子□□」の場合はアラビア語で「□□・ブヌ・△△・ブニ・◯◯」と読み上げる。
平凡社『イスラム事典』出版当時はこれを「ブン」、ラテン文字表記（≒英字表記）では「b.」と表記していたが、その後出版された岩波書店『イスラーム辞典』では「イブン」ならびに「ibn」となった。
それを受け現在では日本語カタカナ表記では原語アラビア語での発音に関わらず「□□・イブン・△△・イブン・◯◯」（□□・ibn・△△・ibn・◯◯）のようにし、口語発音をするアラビア半島等アラブ人名のナサブについては現地での口語発音に依拠し「□□・ビン・△△・ビン・◯◯」とするのが標準的になってきている。

#### 口語（方言）ではビン
アラビア半島などにおける口語発音は بِنْ（bin, ビン）であり、アラビア半島諸国の元首一族のフルネームは上記の文語発音ではなく口語発音のビンでつなぐことが多い。リビア、チュニジア、アルジェリア、モロッコなどのラストネームに多い بِنْ（Ben◯◯, ベン◯◯）はこのビンがさらに口語的な発音になったものである。

#### 現代におけるイブンでつなぐナサブ形式のフルネーム
現代アラブ人のフルネームでは「イブン」で結ぶことはされなくなってきており、一般市民のフルネームにつちえは「本人の名前・父の名前・祖父の名前」、「本人の名前・父の名前・出自表示」、「本人の名前・祖父の名前」、「本人の名前・出自表示」のように各要素をただ並べるのみとなっている。

### クンヤ

#### 本人の名前を出さない「イブン・◯◯」という出自表示呼び
本人のファーストネームを出さず、父親や先祖男性の名前を用いて اِبْنُ（ibnu ◯◯, イブヌ・◯◯）という出自表示のみで呼ぶ場合はナサブではなくクンヤと呼ばれる。
直後から人名によって属格支配（所有格支配）を受けた場合は  اِبْنُ（ibnu ◯◯, イブヌ・◯◯）のように原語アラビア語では母音「u」が現れるが、英語における人名表記では共通して「Ibn ◯◯」、日本語における人名表記では「イブン・◯◯」などのままとするのが普通である。

#### ◯◯に入る名前の種類
アラブ人名で「イブン・◯◯」と呼ばれる場合、◯◯に入る人名は
- 父の名前（→ ◯◯の息子）
- 祖父の名前（→ ◯◯家の子息）
- 曽祖父より以前の先祖男性の名前（→ ◯◯家の子息、◯◯家出身の男子、◯◯の子孫男性）
- 母の名前（例としては少ない）（→ ◯◯の息子）

などが挙げられ、人名としての「イブン・◯◯」の訳が実際にどうなるかは本人と◯◯という人名との血縁関係を調べた上で決める必要が出てくる。
日本では「アラビア語のイブンは息子という意味である」として有名になっているが、実際には祖父や曽祖父よりも前の先祖の名前が入ることも珍しくない。特に中世においてイベリア半島（アンダルス）やマグリブ地方で活躍したアラブ人ないしはイスラーム教徒の学者・旅行家らに関しては実父以外の祖先男性名が入ることが多い。

#### ファミリーネームとして定着しているクンヤ方式の呼び名の例
アラブ世界には現代日本のような画一的な姓のシステムは無く、祖先男性の本名・通称・職業名がそのままラストネーム代わりの出自表示として用いられることが非常に多い。
「イブン・◯◯」についてはこれ全体でまとめてファミリーネームとなるため、アラブ諸国には「イブン・◯◯」家や「ビン・◯◯」家、「ベン◯◯」家がラストネーム同様に代々引き継がれ日本の名字のような扱いを受けていることもしばしばである。

#### 日本における誤用
イブン・◯◯のイブンを抜いて「◯◯さん」と呼ぶ
「イブン・◯◯」全体で諸外国の姓・家名・名字に相当する出自表示となるため、◯◯部分を家名として抜き出し「◯◯氏」と呼ぶことはしない。「イブン・◯◯」全体で家名代わりの出自表示としている場合はイブンを外して「◯◯」だけを家名とするのは誤りである。
例：イブン・バットゥータを母親の通称である「バットゥータ」氏と呼ぶ
例：家名代わりの呼び名「イブン・アル＝ハイサム」（イブン・アル＝ハイサム家の者、アル＝ハイサムの一族の子息）の「アル＝ハイサム」部分のみを家名として扱う
定冠詞アルに「◯◯の息子」という意味を持たせる
日本では"アラブ人名ではアラビア語定冠詞の اَلْ（al, アル）に「◯◯の息子」という意味がある"、"アラビア語定冠詞の اَلْ（al, アル）は「◯◯家の息子」「◯◯さんちの息子」という意味なので、アルがついていれば家名・名字である"といった解釈がしばしば見られるが、誤りである。
アラビア語の定冠詞にそのような役割は存在せず、本来は英語の the に似た機能を持つ程度である。「◯◯（さんち）の息子」については本項目の「イブン」が担っている。

## イブンを含むアラブ・イスラーム人名の例

### ナサブ
- ムハンマド・ビン・サルマーン：サウジアラビア王太子（皇太子）。直訳は「サルマーンの息子ムハンマド」でサルマーン国王の子息であることを表す出自表示。ビンはサウジアラビア方言に基づいた読み方。「サルマーン皇太子」の表記は誤りで、本人のファーストネームを出さないクンヤ方式の呼び方では「ビン・サルマーン（皇太子/王太子）」（「サルマーンの息子」皇太子/王太子）となる。

### クンヤ
- イブン・バットゥータ：直訳は「バットゥータの息子」。本名はムハンマド、父の名前はアブドゥッラー、バットゥータは母親の通称。日本語でいうところの「花子の息子」「花子のせがれ」的な表現で、バットゥータはそのうちの"花子"部分。
- イブン・ハルドゥーン：直訳は「ハルドゥーン家の子息」（≒イブン・ハルドゥーン家の者）。本名はアブドゥッラフマーン、父の名前はムハンマド、ハルドゥーンは何代も前をたどった先にいる先祖男性の名前。
- イブン・ルシュド：直訳は「ルシュド家の子息」（≒イブン・ルシュド家の者）。本名はムハンマド、父の名前はアフマド、祖父の名前はムハンマド、ルシュドは何代も前をたどった先にいる先祖男性の名前。祖父も名を知られた人物だったが、孫同様出自表示により「イブン・ルシュド」と呼ばれていたため「祖父のイブン・ルシュド」「孫のイブン・ルシュド」という形で区別されている。「イブン・ルシュド」全体が家名同等であるため英語では The house of Ibn Rushd（イブン・ルシュド家）といった表記がなされている。
- イブン・スィーナー：直訳は「スィーナー家の子息」（≒イブン・スィーナー家の者）。本名はアル＝フサイン、父の名前はアブドゥッラー。スィーナーは先祖男性の（呼び）名だとされる。
- イブン・ハイサム：原語アラビア語ではイブン・アル＝ハイサム。直訳は「アル＝ハイサム家の子息」（≒イブン・アル＝ハイサム家の者）。学者本人の名前はアル＝ハサンでアル＝ハイサムは何代か前をたどった先にいる先祖男性の名前。
- イブン・ハンバル：直訳は「ハンバルの息子」だが早くに死去した父ムハンマドに代わって祖父ハンバルにより養育されたため、実際の意味は「ハンバル家の子」（≒ハンバルの孫）となる。なお学者本人の名前はアフマド。